# 广佛通
广佛通是佛山市的交通一卡通的品牌名称，又称佛山交通卡，2003年起发行，由佛山市广佛通电子收费营运有限公司营运。
广佛通可用于支付佛山市内的公共交通费用，包括佛山公交和佛山地铁，并可在支持使用岭南通的广东省内21个地级市内用于乘坐公交、地铁或进行小额支付。

## 历史

### 南海羊城通时期
广佛通的前身为2003年在南海区发行的「南海羊城通」。2003年6月25日，佛山市南海羊城通电子收费营运有限公司正式成立，该公司在同年12月2日正式发行南海羊城通，在南海区的部分公交线路上投入使用。2004年11月2日，南海羊城通宣布支持在中国工商银行南海区网点内充值，并可在中国邮政南海区邮政局下属所有邮政分局及报亭购买南海羊城通卡。

### 广佛通时期
2006年10月20日，佛山市南海羊城通电子收费营运有限公司更名为佛山市广佛通电子收费营运有限公司，南海羊城通更名为广佛通（佛山交通卡）。随后广佛通的适用范围开始扩张，在2007年12月28日于佛山全市发售，广佛通收费系统亦覆盖至佛山全市，并与羊城通互联互通。2010年11月8日，广佛通正式升级为岭南通·广佛通，现有的1100万余张岭南通无需换卡即可在广州、佛山、肇庆、江门和汕尾五市的公共交通工具和广州市内支持使用羊城通支付的便利商店和停车场内使用。2019年8月23日，广佛通全国交通一卡通正式发行，持卡人可在全国327个地级以上城市（含5个示范区）内使用该卡刷卡乘坐公共交通，此卡享受广东省内各城市对普通岭南通卡的优惠政策，在广东省外使用时，优惠政策按当地交通运输部门公布为准。2021年6月15日，岭南通·广佛通（交通联合版）正式上线Apple Pay，此举扩充了佛山市内的公共交通支付方式，使市民出行更加便捷。

## 卡种

### 普通卡
包括押金卡、Apple Pay虚拟卡及广佛通全国交通一卡通。此卡享受现时佛山市内公共交通优惠和广州市内公共交通优惠。

### 优惠卡
此类卡种记名可挂失，包括佛山市老人优待证和优抚对象特殊卡等卡种。惟现时佛山市内中小学生、中专学生、技工学校和职业学校在校学生需使用由广佛地铁发行的佛山地铁学生储值票，储值票须至广佛线西塱站至新城东站客服中心和广州地铁7号线陈村北站至美的大道站客服中心办理，地铁储值票不支持乘坐公交车。

## 使用范围

### 普通广佛通卡
普通广佛通卡可在广东省21个地级市内支持使用岭南通的公共交通工具及便利店内使用，惟早期基于M1技术的卡片不可在深、莞公交使用，早期发行的CPU卡为兼容旧有读卡器亦启用模拟M1应用而不启用PBOC钱包，此类卡片可通过客服中心等充值渠道锁定模拟M1应用并转移余额至PBOC钱包后在深、莞公交上使用。

### 广佛通全国交通一卡通
广佛通全国交通一卡通支持在原有支持使用广佛通卡和岭南通卡的领域内使用，并可在全国327个地级以上城市（含5个示范区）内使用该卡刷卡乘坐公共交通。此类卡的实体卡亦可享受广东省内其余地级市对普通岭南通卡优惠，惟现时发行的广佛通NFC虚拟卡均为交通联合单标卡，除省内给予异地交通联合卡普惠的城市外，虚拟卡均不享受省内不给予异地交通联合卡普惠的地级市优惠，按原价付费乘车。

## 优惠政策

### 普通卡
1. 使用同一张广佛通卡乘坐广州公交、广州地铁（含广佛线）和佛山地铁（含南海有轨电车、高明有轨电车）时，当月乘坐次数不超过15次时，享受票价的9.5折优惠；当月乘坐次数达到15次以上后（公交地铁乘坐次数可合并计算），从第16次开始乘坐可享受票价6折优惠，每月优惠次数不跨月计算。[11][12]
2. 乘坐佛山市内编码公交时享受7-9.5折不等的优惠，部分线路60分钟内换乘享受3.5折换乘优惠。
3. 广佛通卡在异地城市使用时，按照当地交通运输部门的相关政策执行优惠。[14]

### 佛山市老年人优待证
1. 乘坐广州地铁、佛山地铁时，已在佛山地铁线网或广佛线内任意车站办理激活手续的佛山市老年人优待证卡可享受乘车优惠。[11][12]
2. 佛山市老年人优待证（60-65周岁）乘坐佛山地铁、广州地铁和佛山市内已编码公交时享受5折优惠。
3. 佛山市老年人优待证（65周岁及以上）可免费乘坐佛山地铁、广州地铁和佛山市内已编码公交。
4. 佛山市老年人优待证卡在广东省内其他城市刷卡使用时按普通广佛通卡标准扣费。[15]

## 注解
1. 1 2  东莞地铁、深圳地铁和深圳有轨电车不支持使用岭南通单标准卡刷卡乘车。[1][2]
2. ↑  广佛通虚拟卡卡面均标有[D]标志，表示此卡内仅含交通部全国交通一卡通标准（JT/T 978），而不含岭南通标准应用。此标志根据《广东岭南通股份有限公司卡面印制规范》印制。